# Gundsømagle Sogn
Gundsømagle Sogn er et sogn i Roskilde Domprovsti (Roskilde Stift).
I 1800-tallet var Gundsømagle Sogn anneks til Jyllinge Sogn. Begge sogne hørte til Sømme Herred i Roskilde Amt. Jyllinge-Gundsømagle sognekommune blev ved kommunalreformen i 1970 indlemmet i Gundsø Kommune, der ved strukturreformen i 2007 indgik i Roskilde Kommune.
I Gundsømagle Sogn ligger Gundsømagle Kirke.
I sognet findes følgende autoriserede stednavne:
- Gundsømagle (bebyggelse, ejerlav)
- Hejnstrup (bebyggelse, ejerlav)
- Kastholm (bebyggelse)
- Knudsbjerg (bebyggelse)
- Vigen (bebyggelse)